# Serafão
Serafão ist ein Ort und eine ehemalige Gemeinde im Norden Portugals.
Serafão gehört zum Kreis Fafe im Distrikt Braga. Die Gemeinde hatte eine Fläche von 7,8 km² und 995 Einwohner (Stand 30. Juni 2011)
Am 29. September 2013 wurden im Zuge der administrativen Neuordnung in Portugal die Gemeinden Serafão und Agrela zur neuen Gemeinde União das Freguesias de Agrela e Serafão zusammengeschlossen. Serafão ist Sitz dieser neu gebildeten Gemeinde.